# Trinnan (naturreservat)
Trinnan är ett naturreservat i Vännäs kommun i Västerbottens län.
Området är naturskyddat sedan 2013 och är 29 hektar stort. Reservatet omfattar en höjd och en nordostsluttning ner mot en bäckdal kring ån Trinnan. Reservatet består av granskog med mycket lövträd.